# Bartender (T-Pain)
Bartender è il secondo singolo ufficiale di T-Pain estratto dall'album Epiphany. Realizzato con Akon, è uscito il 5 giugno 2007.

## Descrizione
Numerosi sono i remix: uno è col rapper di Houston Trae; altri due campionano rispettivamente le hit successo di George Benson e Usher Give Me The Night e Yeah; un altro è con Ghostface Killah; un quinto è con Clyde Clarson del gruppo musicale The Team; quello ufficiale è con Chingy.

## Video musicale
Il video è stato pubblicato su Yahoo! il 13 giugno del 2008, e ritrae T-Pain mentre canta davanti all'entrata di un bar e flirta con la barista.

## Classifiche
| Chart                           | Posizione massima |
| ------------------------------- | ----------------- |
| Canadian Hot 100                | 46                |
| New Zealand RIANZ Singles Chart | 1                 |
| Portugal Singles Top 50         | 26                |
| Billboard Hot 100               | 5                 |
| Billboard Hot 100 Airplay       | 3                 |
| Billboard Hot R&B/Hip-Hop Songs | 9                 |
| Billboard Pop 100               | 10                |
| Billboard Rhytmic Pop 40        | 1                 |